# Dianne de Leeuw
Dianne Margaret de Leeuw (* 19. November 1955 in Orange, Kalifornien, USA) ist eine ehemalige niederländische Eiskunstläuferin, die im Einzellauf startete. Sie ist die Weltmeisterin von 1975 und die Europameisterin von 1976.

## Biografie
Dianne de Leeuw wurde in Kalifornien als Tochter einer niederländischen Mutter und eines Vaters mit niederländischer sowie US-amerikanischer Staatsbürgerschaft geboren. Ihr Großvater drückte den Wunsch aus, sie möge für die Niederlande laufen, was sie, obwohl sie die meiste Zeit ihrer Jugend in den USA verbracht hatte, auch tat.
Bereits bei ihrem ersten Anlauf wurde de Leeuw im Jahr 1971 niederländische Meisterin, ein Titel, den sie bis 1976 verteidigen sollte. 1971 bestritt sie auch ihre erste Europameisterschaft und ein Jahr später ihre erste Weltmeisterschaft und ihre ersten Olympischen Spiele. Ihren Durchbruch brachte das Jahr 1974. In Zagreb wurde sie Vize-Europameisterin hinter Christine Errath aus der DDR. Bei der Weltmeisterschaft in München gewann sie die Bronzemedaille hinter Errath und der US-Amerikanerin Dorothy Hamill. Im Jahr darauf wurde sie in Kopenhagen erneut Vize-Europameisterin hinter Errath. Der Höhepunkt ihrer Karriere folgte aber ausgerechnet bei der Weltmeisterschaft in Colorado Springs. Dort gewann sie deutlich die Goldmedaille vor Hamill und Errath, was in der amerikanischen Presse zwiespältig aufgenommen wurde.
Das olympische Jahr 1976, das letzte ihrer Karriere, begann gut für de Leeuw. In Genf wurde sie erstmals Europameisterin, vor den DDR-Läuferinnen Anett Pötzsch und Christine Errath. Daraufhin sah die niederländische Presse in ihr schon die Nachfolgerin von Sjoukje Dijkstra. Bereits 1975 war sie zur niederländischen Sportlerin des Jahres gewählt worden. Bei der Weltmeisterschaft in Göteborg konnte sie ihren WM-Titel jedoch nicht verteidigen. Sie gewann Bronze hinter Hamill und Errath. Auch bei den Olympischen Spielen in Innsbruck, bei denen sie Fahnenträgerin der Niederlande war, blieb sie nicht fehlerfrei und errang die Silbermedaille hinter Hamill.
Nach dem Ende ihrer Amateurkarriere ging sie 1976 zu einer Eisrevue und tourte mit dieser durch Nordamerika. Später heiratete sie ihren ehemaligen Trainer Doug Chapman und wurde auch Trainerin.

## Ergebnisse
| Wettbewerb / Jahr               | 1971 | 1972 | 1973 | 1974 | 1975 | 1976 |
| ------------------------------- | ---- | ---- | ---- | ---- | ---- | ---- |
| Olympische Winterspiele         |      | 16.  |      |      |      | 2.   |
| Weltmeisterschaften             |      | 17.  | 15.  | 3.   | 1.   | 3.   |
| Europameisterschaften           | 19.  | 9.   | 6.   | 2.   | 2.   | 1.   |
| Niederländische Meisterschaften | 1.   | 1.   | 1.   | 1.   | 1.   | 1.   |